# Заффиг
Заффиг (нем. Saffig) — община в Германии, в земле Рейнланд-Пфальц. 
Входит в состав района Майен-Кобленц. Подчиняется управлению Пелленц.  Население составляет 2132 человека (на 31 декабря 2010 года). Занимает площадь 7 км².

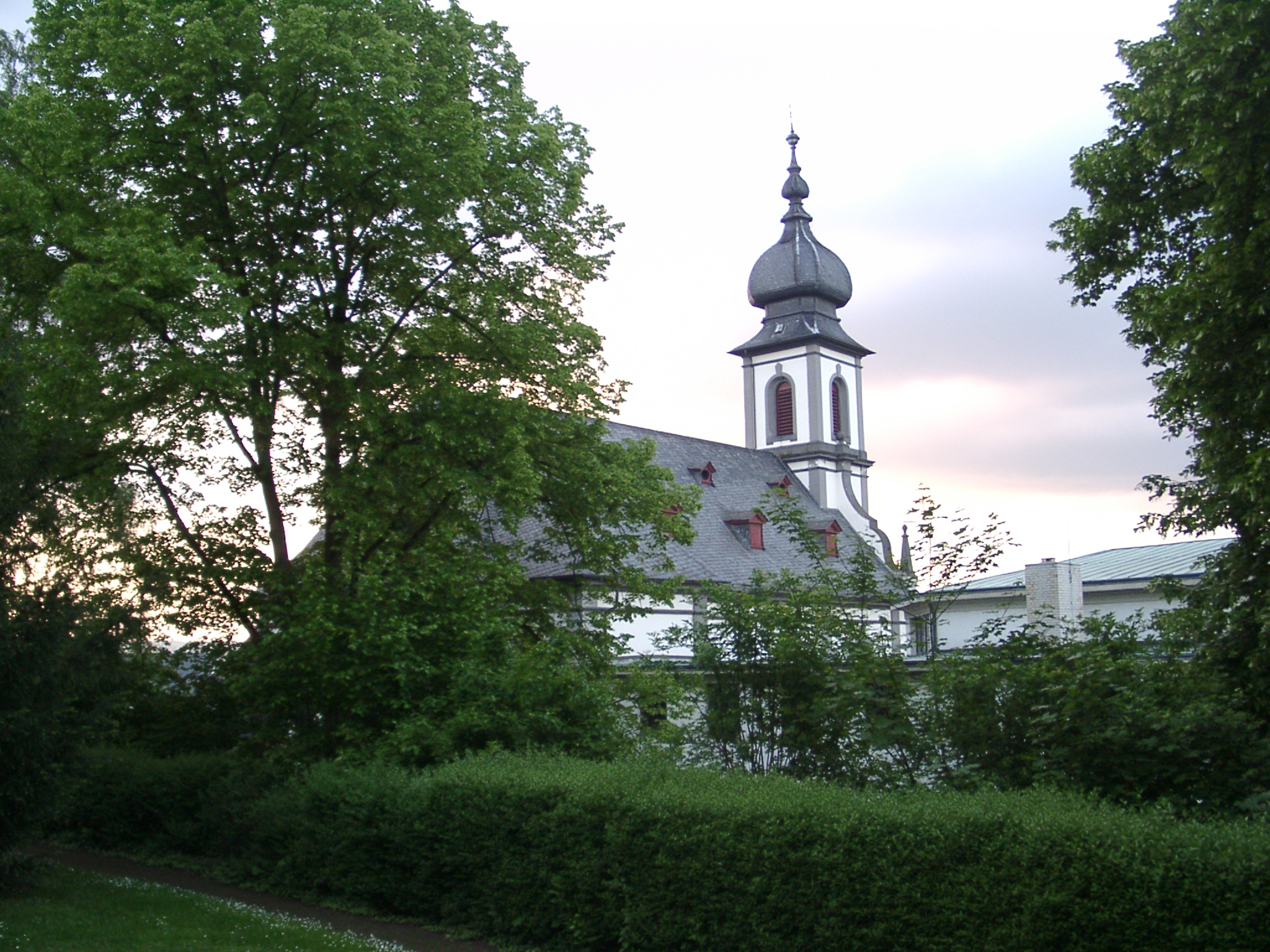
Заффиг

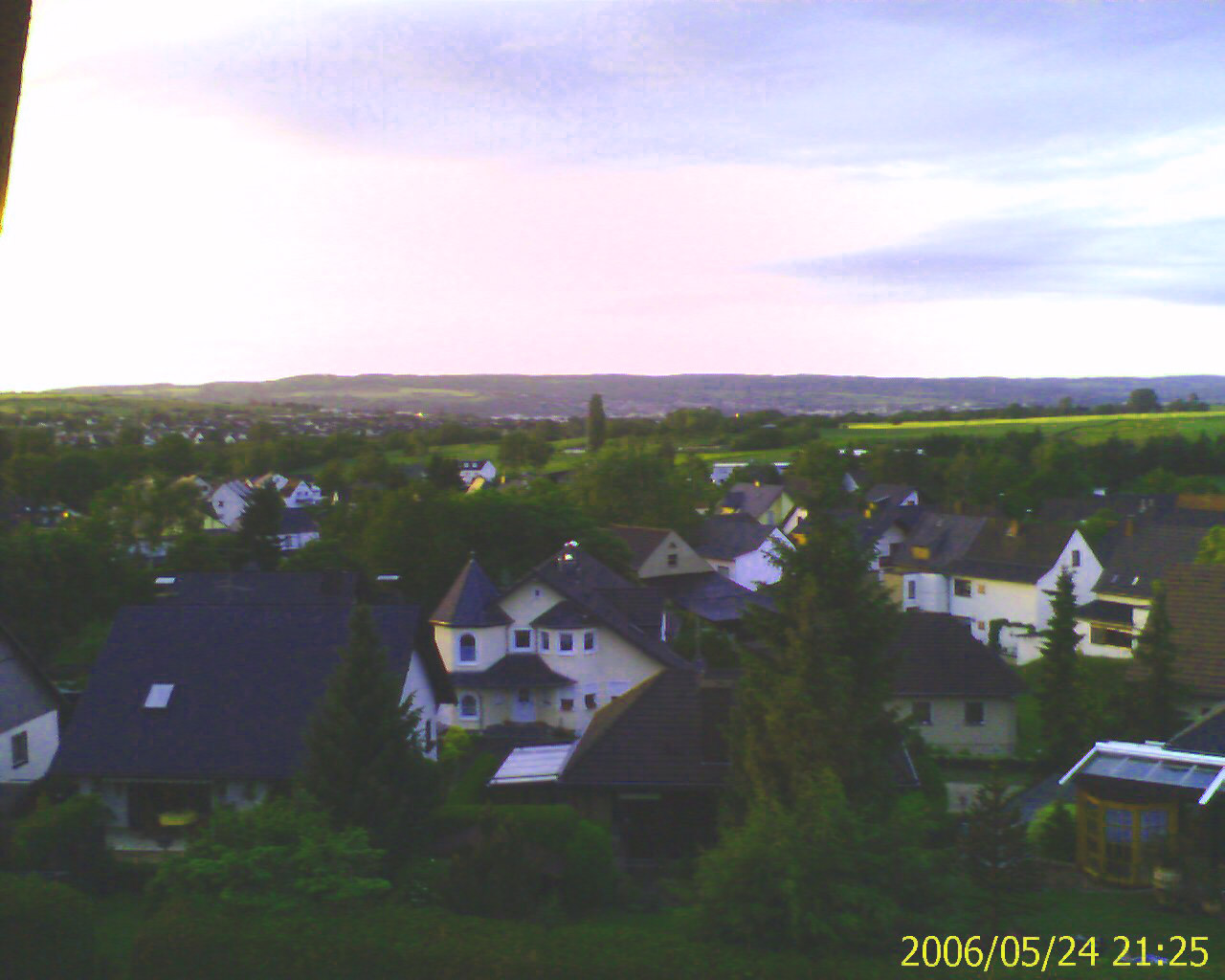
Заффиг